# J-SHIPS
『J-SHIPS』は日本の船舶雑誌。

## 概要
イカロス出版の発行する、主に艦船を扱う雑誌である。奇数月の11日頃発売。

## 内容
各国の艦船を特集したり、豊富なカラー写真で紹介する。